# Brac de Weimar
El brac de Weimar (de l'alemany Weimaraner) és un gos de caça especialment dotat com a gos cobrador. El seu pèl, curt i espès, el protegeix molt bé de la humitat; això li permet ser un caçador eficaç en terrenys pantanosos. Són fàcil d'ensinistrar i es comporten molt bé com gossos de guarda. Són afectuosos i obedients. Pren el seu nom del Gran Duc Carles August de Weimar.

## Estàndard
Gos de caça de grandària mitjana a gran. Els mascles amiden de 59 a 70 cm (grandària ideal: 66 cm) i pesen de 30 a 40 kg; les femelles de 57 a 65 cm (grandària ideal: 62 cm) i 25 a 35kg. Gos robust, harmoniós, vigorós, de musculatura potent. Platejat, gris ratolí o cabirol i colors intermedis, com cafè gris, gris violeta. El cap i les orelles en general són més clares. Només es toleren algunes taques blanques en petita quantitat a tòrax i peus. Sovint, en el mitjà de l'esquena existeix una ratlla negra anomenada "ratlla d'anguila" més o menys ampla. Ulls ambre.
- Pèl curt: curt i fi, curt i dens, molt curt (però més llarg i gruixut que en les races de gossos que se li poden comparar); pèl "de damunt" llis i regular amb una segna capa de pèl gruixut; calça moderadament desenvolupada.
- Pèl dur: de longitud mitjana, gruixut, recte; pèl "de damunt" llis i regular amb una segona capa de pèl gruixut; calça moderadament desenvolupada.
- Pèl llarg: pèl "del damunt" llarg i suau amb pèl llis i ondat o sense; és llarg i llis en l'arrencada de l'orella; en les puntes de les orelles es admet el pèl llanós; el pèl dels flancs té de 3 a 5 cm de llarg; sol ser més llarg en la base del coll, la part superior de la caixa toràcica i el ventre; calça desenvolupada bastant menys llarga cap a la part inferior; cua amb plomall crescut; espai entre dits pelut; pèl del cap menys llarg (el creixement definitiu del pèl es produïx sovint després dels dos anys).

Nota. L'encreuament de tipus està estrictament prohibit.
Moderadament llarg, proporcionat al cos; més ample en el mascle que en la femella, encara que l'amplària de la part superior del cap sigui proporcionada a la longitud total del cap. La longitud des de la punta del musell a la línia que uneix les comissures internes dels ulls és un poc més llarga que la d'aquesta línia a l'occípit.
Existeix una cavitat en les temples. Os occipital lleugerament aparent. L'arquejada cigomàtica és molt recognoscible darrere dels ulls. El musell és llarg i potent, sobretot en els mascles. La regió de la boca i dels ullals és gairebé tan potent. La canya nasal és recta, sovint un poc bombada, mai còncava. La base del front (stop) és extremadament curta. Els llavis sobrepassen el maxil·lar inferior sense que mai pengin en excés i són de color vermell com el paladar. Existeixen petites arrugues en les comissures dels llavis. Les galtes són musculoses i clarament pronunciades. El cap és sec.
- Orelles: amples i bastant llargues, arribant a la comissura dels llavis, arrodonides en les puntes; en la mostra es giren lleugerament cap a davant, corbades; implantades lleugerament per sobre de la línia de l'ull.
- Tòfona: de color encarnat fosc, que es transforma gradualment en gris cap enrere.
- Ulls i parpelles: de color ambre variant del clar al fosc, d'expressió intel·ligent.

El coll d'aspecte noble i majestuós, musculós, gairebé rodó, no gaire curt, amb arrencades potents que es reforcen cap al muscle i la caixa toràcica i cada vegada més harmoniosos en direcció a la creu. Sense papada.
Tronc ben proporcionat i musculós. Longitud aproximada del tronc en relació amb l'altura a la creu: 12/11.
Pit ben descendit lleugerament per sobre de la punta del colze. Costella lleugerament arrodonida.
Esquena sòlida i musculosa sense enfonsament i no aixecada per darrere. Si l'esquena és un poc llarga, es tracta d'una característica de la raça i no d'un defecte.
Cua tallada en els bracs de Weimar de pèl curt; es deixa una longitud compresa entre la meitat i els dos terços sense que en cap cas es corbi en l'adult. En els bracs de pèl llarg cal suprimir dues o tres vèrtebres, o sigui, una longitud d'uns 2 cm. La cua està implantada més per sota de l'espina dorsal que en les altres races comparables, i presa naixement en vertical. Davant la importància que pot revestir la longitud de la cua per a la qualificació CAC, és de desitjar que es talli a una edat que es pugui calcular la grandària definitiva.
Bona angulació del múscul i del braç. La distància des del colze al canell és la mateixa que la distància del colze a la creu. Aploms regulars tant de front com de perfil.
Pelvis llarga i moderadament inclinada. Membres del darrere llargs des de l'articulació del maluc fins a la del 'corvejón'. El maluc, el genoll i el 'corvejón' estan ben marcats, encara que l'últim un poc menys que els precedents. Les potes són nervudes, musculoses i desenvolupades. Excel·lents aploms.
Marxa en tota sort de desplaçaments: pas franc i unit. Potes davanteres i del darrere paral·leles. Els salts en el galop són llargs i arran de terra. Al trot, l'esquena es manté recta i no oscil·la. L'ambladura no es busca.

## Temperament
Aquest gos de mostra germànic destaca per la seva gran elegància i polivalència, ja que és apte en tota mena de terrenys i per a tots els tipus de caça. Té un olfacte molt destacat. Gran corredor, posseeix una enorme resistència física. El seu pas és llarg i ras.
El seu caràcter és tranquil i afectuós. La seva submissió i equilibri fan que tingui un fàcil ensinistrament, cosa que el fa ideal com gos de companyia. És apte per a batudes, per a caça davant de si, i fins i tot per a rastre de sang.

## Malalties
Hi ha diferents malalties neurològiques viniculades amb el Weimaraner. Entre elles destaquen la hipoplasia cerebel·losa, la hipomielinogènesi i el disrafisme espinal.  Altres malalties o defectes als quals aquesta raça alguna predisposició genètica són la distròfia corneal, la distiquiasi, l'entropi, l'eversió del cartílag de la membrana nictitant, l'ulceració corneal refractària i el síndrome masculí XX, i també la disfunció dels neutròfils del Weimaraner,  la pododermatitis i la Displasia valvular.

## Història

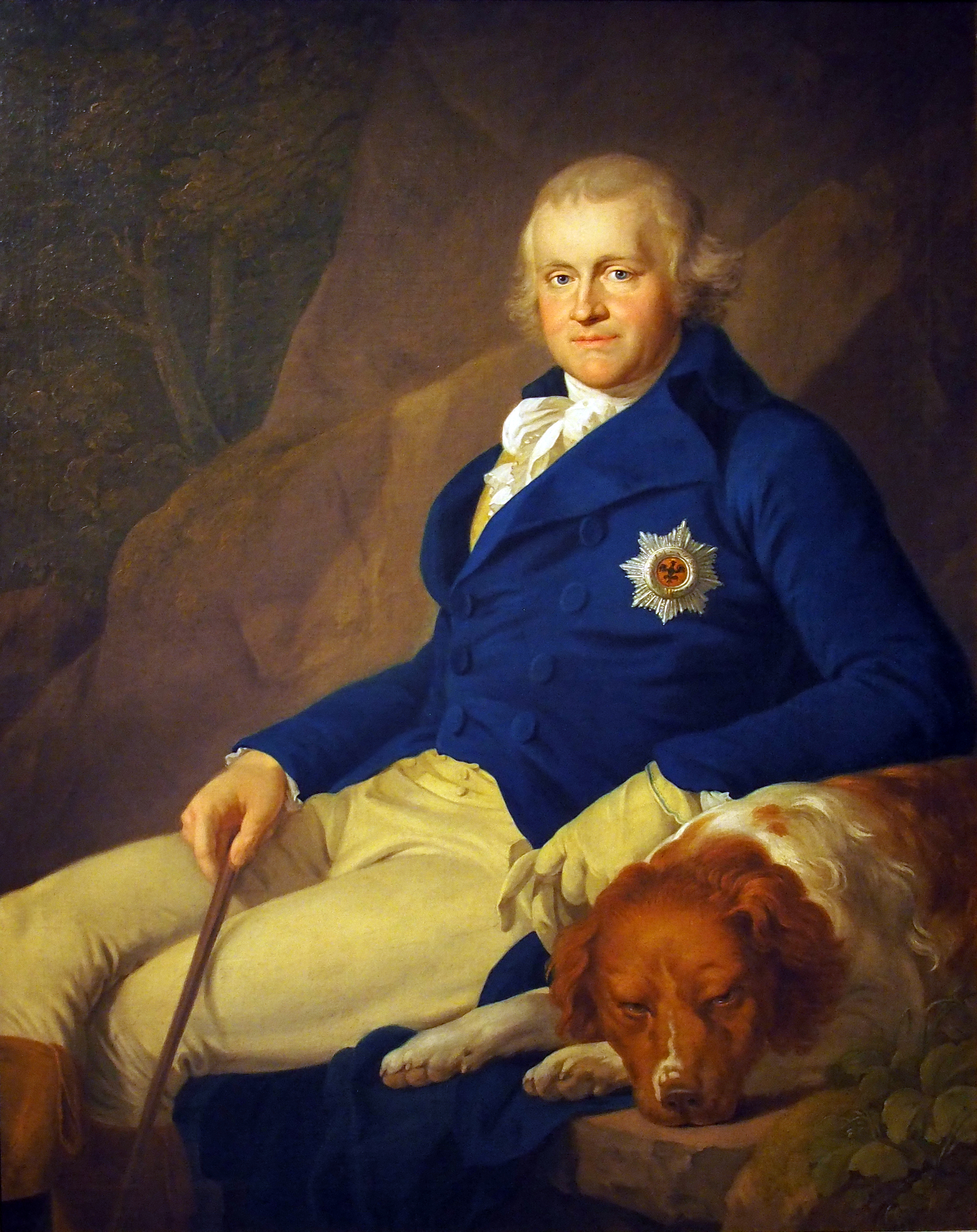
Gran Duc Carles August de Weimar.

La història del weimaraner comença amb el Gran Duc Carles August i els nobles de la cort de Weimar. El Gran Duc reconegut com un gran caçador entre els reis i el rei entre els caçadors, va seleccionar la raça gris plata per a la caça en els seus boscos. Segons la tradició alemanya, no només el temps ha anul·lat les traces de l'origen de la raça, sinó que tal vegada van ser anul·lades deliberatament pels nobles d'aquesta època, perquè aquest magnífic exemplar sigui exclusiu de la cort de Weimar.
La teoria avui acredita que prové de França i indirectament del nord d'Àfrica. Es pensa això pel color del pèl, similar al de la raça de Saint Louis. El color gris és una característica hereditària recessiva, pel que es deduïx que va ser seleccionat per a obtenir-lo. El cap amb l'os occipital lleugerament pronunciat, igual que l'implant de les orelles, estan presents també en el gos gris de Saint Louis.
La cua no tallada té una curvatura particular que recorda a la cua del Saluki. L'excepcional olfacte, pot ser considerat una característica heretada dels antics Leithund de Tràcia, que ens transporten a un moment anterior de la creació de la República de Weimar.
Al segle xiii, Lluís IX de França, tornant d'una croada al nord d'Àfrica, porta exemplars dels que després se'l va anomenar el gos gris de Saint Louis, molt utilitzat a França per al rastreig i captura de peces en els boscos. Aquesta raça no convivia amb els altres gossos, vivia amb els seus cuidadors, la qual cosa pot explicar la unió amb l'home i la necessitat d'estar en família dels weimaraners actuals.
Al segle xv, altres gossos grisos van ser duts a Europa des d'Àsia. Finalment Carles August, un apassionat de tot gos de caça, selecciona la raça, cerca i troba velles línies franceses, i seguint la tendència de l'època, un gos versàtil i àgil, les creua probablement amb gossos de mostra ibèrics i algunes altres races. D'aquests creuaments sorgeix el brac de Weimar de pèl llarg, que va ser acceptat oficialment pel club alemany l'any 1935.
A finals del segle xix, s'havia convertit en el rei dels gossos de caça, era tímid i una mica temerós, i havia de ser tractat bé i amb dolçor, parlant-li en to baix. El 1882 el brac de Weimar era ja una raça ben coneguda i afirmada gràcies a la seva versatilitat. Era usat pels caçadors professionals i guàrdies forestals. El reconeixement oficial de la raça no va ser simple d'obtenir, però finalment en 1897 neix el Weimaraner Klub e.V, el club oficial de la raça a Alemanya.
Després de la Segona Guerra Mundial, la zona americana havia prohibit la caça i la possessió de les armes de foc, i és per això que molts weimaraners van ser exportats. El 1951 es va reprendre la selecció basant-se en un estàndard i rendiment en el camp. El 1954 va ser acceptat oficialment com a raça per la Federació Cinològica Internacional.
Durant molts anys es van fer suposicions sobre l'origen d'aquesta raça, avaluant que van ser el resultat d'encreuaments amb el brac alemany, bloodhound, pòinter, i fins a una mutació genètica del mateix brac alemany de pèl curt. Avui l'origen és més clar, gràcies als estudis dels apassionats d'aquesta raça, a pintures de l'època i a l'estudi de la genètica del color.
L'exportació després de la Segona Guerra Mundial, explica el boom en Estats Units de la raça. Avui els coneixem com els fantasmes de plata o fantasmes grisos gràcies als soldats americans que els veien passar movent-se elegantment pels camps alemanys.
El veritable desenvolupament de la raça va anar en els anys 50, quan el weimaraner va ser considerat un gos de bon gust, d'alta classe, d'intel·ligència gairebé humana. Alguns exemplars van acompanyar a Grace Kelly, Eisenhower, i a Roy Rogers.
En els Estats Units la raça és revaloritzada en tots els sentits: rastreig, captura de presa, gos guia, narcotràfic, guarda, agility i gos de companyia.